# Liegi-Bastogne-Liegi 1922
La Liegi-Bastogne-Liegi 1922, dodicesima edizione della corsa, fu disputata il 9 aprile 1922 per un percorso di 218 km. Fu vinta dal belga Louis Mottiat, giunto al traguardo in 7h27'30" alla media di 29,230 km/h, precedendo i connazionali Albert Jordens e Laurent Seret. 
Dei 43 ciclisti alla partenza coloro che portarono a termine la gara al traguardo di Liegi furono 30.

## Ordine d'arrivo (Top 10)
| Pos. | Corridore                  | Squadra                    | Tempo                      |
| ---- | -------------------------- | -------------------------- | -------------------------- |
| 1    | Louis Mottiat              | Alcyon                     | 7h27'30"                   |
| 2    | Albert Jordens             | Automoto-Russell           | s.t.                       |
| 3    | Laurent Seret              | -                          | s.t.                       |
| 4    | Jules-Richard Matton       | -                          | s.t.                       |
| 5    | Hubert Noel                | -                          | s.t.                       |
| 6    | Henri Hanlet               | -                          | s.t.                       |
| 7    | Jacques Coomans            | -                          | s.t.                       |
| 8    | 13 ciclisti a s.t. ex æquo | 13 ciclisti a s.t. ex æquo | 13 ciclisti a s.t. ex æquo |